# Nati nel 1970/Giugno
| Questa pagina contiene informazioni ricavate automaticamente dalle voci biografiche con l'ausilio del template Bio e di un bot. L'aggiornamento è periodico e automatico e ricostruisce completamente la pagina. Se manca una persona in questa lista, sei pregato di non aggiungerla, ma accertati piuttosto che la sua voce biografica contenga il template Bio e che i dati anagrafici siano correttamente compilati. Se il template Bio manca, inseriscilo tu stesso o, in alternativa, metti l'avviso {{tmp\|Bio}} che ne segnala la mancanza. Se i dati riportati sono sbagliati, correggi direttamente la voce biografica; le modifiche saranno visibili in questa lista entro pochi giorni. Per chiarimenti vedi il progetto biografie. La lista contiene solo le 349 persone che sono citate nell'enciclopedia e per le quali è stato implementato correttamente il template Bio. Pagina aggiornata al 10 ago 2025. |

- 1º giugno - Lorenzo Alberti, cestista italiano († 2007)
- 1º giugno - Sandro Bonvissuto, scrittore italiano
- 1º giugno - Miky Boselli, conduttore radiofonico, disc jockey e attore teatrale italiano
- 1º giugno - Dimitri Coin, politico italiano
- 1º giugno - Allison Dean, attrice e ex modella statunitense
- 1º giugno - Eddy Etaeta, allenatore di calcio e ex calciatore francese
- 1º giugno - Takuya Jin'no, allenatore di calcio e ex calciatore giapponese
- 1º giugno - Alexi Lalas, dirigente sportivo e ex calciatore statunitense
- 1º giugno - Volodymyr Levin, imprenditore e dirigente sportivo ucraino
- 1º giugno - R. Madhavan, attore, sceneggiatore e produttore cinematografico indiano
- 1º giugno - Paula Malcomson, attrice britannica
- 1º giugno - Shane Matthews, ex giocatore di football americano statunitense
- 1º giugno - Karen Mulder, supermodella olandese
- 1º giugno - Alessandro Orlando, allenatore di calcio e ex calciatore italiano
- 1º giugno - Oranda Rodríguez, ex cestista spagnola
- 1º giugno - Ian Rotten, wrestler statunitense
- 1º giugno - Arlene Sierra, compositrice statunitense
- 2 giugno - Mar Bordallo, attrice, doppiatrice e direttrice del doppiaggio spagnola
- 2 giugno - Paula Cale, attrice statunitense
- 2 giugno - Georgi Donkov, ex calciatore bulgaro
- 2 giugno - B-Real, rapper statunitense
- 2 giugno - Xavier Jan, ex ciclista su strada francese
- 2 giugno - Antracite Lignano, pallanuotista e allenatore di pallanuoto italiano
- 2 giugno - Karen Mok, cantante, attrice e designer cinese
- 2 giugno - Walter Nudo, attore, conduttore televisivo e modello canadese
- 2 giugno - Patricia Riggen, regista, sceneggiatrice e produttrice cinematografica messicana
- 2 giugno - Eric Riley, ex cestista statunitense
- 2 giugno - Ėlen Šakirova, ex cestista russa
- 2 giugno - Hiroyuki Yoshino, sceneggiatore giapponese
- 3 giugno - Johan Ackermann, ex rugbista a 15 e allenatore di rugby a 15 sudafricano
- 3 giugno - Tom Freddy Aune, allenatore di calcio e ex calciatore norvegese
- 3 giugno - Evgenij Berzin, ex ciclista su strada e pistard russo
- 3 giugno - Marcella Biondi, ex sciatrice alpina italiana
- 3 giugno - Ruggero Borghi, ex ciclista su strada e dirigente sportivo italiano
- 3 giugno - Carolyn Bourdeaux, politica statunitense
- 3 giugno - Andrea Congreaves, ex cestista britannica
- 3 giugno - Esther Hart, cantante olandese
- 3 giugno - Julie Masse, cantante canadese
- 3 giugno - Rajindraparsad Seechurn, arbitro di calcio mauriziano
- 3 giugno - Jan van Steenbergen, linguista, giornalista e traduttore olandese
- 3 giugno - Peter Tägtgren, cantante, chitarrista e produttore discografico svedese
- 4 giugno - David Barrufet, ex pallamanista, allenatore di pallamano e dirigente sportivo spagnolo
- 4 giugno - Holly Body, ex attrice pornografica statunitense
- 4 giugno - Massimiliano Bruno, sceneggiatore, attore e drammaturgo italiano
- 4 giugno - Deborah Compagnoni, ex sciatrice alpina italiana
- 4 giugno - Devin the Dude, rapper statunitense
- 4 giugno - Patrizia Di Martino, attrice e regista italiana
- 4 giugno - Martín Raúl García, ex calciatore peruviano
- 4 giugno - Per Gustafsson, ex hockeista su ghiaccio svedese
- 4 giugno - Richie Hawtin, musicista e disc jockey canadese
- 4 giugno - Dave Pybus, musicista britannico
- 4 giugno - Izabella Scorupco, attrice, cantante e ex modella polacca
- 4 giugno - Josip Zovko, attore croato († 2019)
- 4 giugno - Ekrem İmamoğlu, politico e imprenditore turco
- 5 giugno - Stephen J. Anderson, animatore e sceneggiatore statunitense
- 5 giugno - Andrea Deflorio, ex calciatore italiano
- 5 giugno - Friedemann Friese, autore di giochi tedesco
- 5 giugno - Darko Lorencin, politico croato
- 5 giugno - Eammon Loughran, ex pugile britannico
- 5 giugno - Andrej Miklavc, ex sciatore alpino sloveno
- 5 giugno - Michele Monti, judoka italiano († 2018)
- 5 giugno - Kōji Noguchi, ex calciatore giapponese
- 5 giugno - Claus Norreen, musicista e produttore discografico danese
- 6 giugno - Dean Anastasiadis, ex calciatore australiano
- 6 giugno - Dady Aristide, ex calciatore britannico
- 6 giugno - Randy Becker, attore statunitense
- 6 giugno - Claudio Borghi, politico italiano
- 6 giugno - Demonaz Doom Occulta, chitarrista, paroliere e cantante norvegese
- 6 giugno - Sarah Dessen, scrittrice statunitense
- 6 giugno - Richard Di Natale, politico australiano
- 6 giugno - Dulmatin, terrorista e guerrigliero indonesiano († 2010)
- 6 giugno - Andrian Dušev, ex canoista bulgaro
- 6 giugno - Albert Ferrer, allenatore di calcio e ex calciatore spagnolo
- 6 giugno - Montell Griffin, ex pugile statunitense
- 6 giugno - Jonathan Magri Overend, ex calciatore maltese
- 6 giugno - Massimiliano Mannino, allenatore di calcio a 5 e ex giocatore di calcio a 5 italiano
- 6 giugno - Krzysztof Mila, ex cestista polacco
- 6 giugno - Massimiliano Rota, ex atleta e ex bobbista italiano
- 6 giugno - James Shaffer, chitarrista statunitense
- 6 giugno - Massimiliano Tangorra, allenatore di calcio e ex calciatore italiano
- 6 giugno - Yoko Taro, autore di videogiochi e sceneggiatore giapponese
- 6 giugno - Henry Williams, cestista statunitense († 2018)
- 6 giugno - Philippe Zawieja, sociologo francese
- 7 giugno - Helen Baxendale, attrice britannica
- 7 giugno - Wladimiro Boccali, politico italiano
- 7 giugno - Cafu, ex calciatore brasiliano
- 7 giugno - Cha Seung-won, attore e modello sudcoreano
- 7 giugno - Ronaldo da Costa, ex maratoneta e mezzofondista brasiliano
- 7 giugno - Dean DeBlois, regista, sceneggiatore e produttore cinematografico canadese
- 7 giugno - Guido Fulst, ex pistard tedesco
- 7 giugno - Giulio Golia, conduttore televisivo italiano
- 7 giugno - Andrej Kovalenko, ex hockeista su ghiaccio russo
- 7 giugno - Roberto Latini, attore, regista e drammaturgo italiano
- 7 giugno - Mike Modano, ex hockeista su ghiaccio statunitense
- 7 giugno - Lam Kim Ngoc, ex hockeista su ghiaccio italiana
- 7 giugno - Amir Osmanović, ex calciatore bosniaco
- 7 giugno - Dave Raun, batterista statunitense
- 7 giugno - Aljaksandr Vjažėvič, ex calciatore bielorusso
- 8 giugno - Massimo Castellina, fisarmonicista e cantante italiano († 2014)
- 8 giugno - Gabrielle Giffords, politica statunitense
- 8 giugno - Seu Jorge, cantautore e attore brasiliano
- 8 giugno - Kwame Kilpatrick, politico statunitense
- 8 giugno - David King, batterista e compositore statunitense
- 8 giugno - Patrick Mouratoglou, allenatore di tennis francese
- 8 giugno - Troy Vincent, ex giocatore di football americano statunitense
- 8 giugno - Kelli Williams, attrice statunitense
- 8 giugno - Richie Williams, allenatore di calcio e ex calciatore statunitense
- 9 giugno - The Chemical Brothers, disc jockey britannico
- 9 giugno - Norbert Hrnčár, allenatore di calcio e ex calciatore slovacco
- 9 giugno - Andy Hunt, ex calciatore inglese
- 9 giugno - Mubama Kibwey, ex calciatore della Repubblica Democratica del Congo
- 9 giugno - Erika Miklósa, soprano ungherese
- 9 giugno - Rob Pardo, autore di videogiochi e imprenditore statunitense
- 9 giugno - Francesco Saponaro, regista teatrale italiano
- 9 giugno - Genādijs Širins, ex calciatore lettone
- 9 giugno - Thomas Tull, imprenditore e produttore cinematografico statunitense
- 9 giugno - Ivan Venturi, imprenditore e autore di videogiochi italiano
- 10 giugno - Cristian Brandi, allenatore di tennis e ex tennista italiano
- 10 giugno - Chris Coleman, allenatore di calcio e ex calciatore gallese
- 10 giugno - Ol'ga Danilova, ex fondista russa
- 10 giugno - Mike Doughty, cantautore e musicista statunitense
- 10 giugno - Katsuhiro Harada, autore di videogiochi giapponese
- 10 giugno - André Hofschneider, allenatore di calcio e ex calciatore tedesco
- 10 giugno - Veli-Pekka Hård, ex hockeista su ghiaccio finlandese
- 10 giugno - Woody Jackson, compositore, produttore discografico e musicista statunitense
- 10 giugno - Loredana, cantante e personaggio televisivo rumena
- 10 giugno - Andrea Pignataro, imprenditore italiano
- 10 giugno - Suheil al-Hassan, generale siriano
- 11 giugno - Giuseppe Berretta, politico italiano
- 11 giugno - Arkhom Chenglai, ex pugile thailandese
- 11 giugno - Patrizia Fichera, ex calciatrice italiana
- 11 giugno - Engin Fırat, allenatore di calcio e dirigente sportivo turco
- 11 giugno - Andy Gavin, autore di videogiochi, scrittore e imprenditore statunitense
- 11 giugno - Jane Goldman, sceneggiatrice, scrittrice e conduttrice televisiva britannica
- 11 giugno - Kang Ho-dong, comico e conduttore televisivo sudcoreano
- 11 giugno - Alex Kendrick, attore, sceneggiatore e produttore cinematografico statunitense
- 11 giugno - MF Grimm, rapper, beatmaker e fumettista statunitense
- 11 giugno - Chris Puckett, ex sciatore alpino statunitense
- 11 giugno - Miguel Ramírez, ex calciatore cileno
- 11 giugno - Lim Seng Kong, calciatore e giocatore di calcio a 5 malese († 2012)
- 11 giugno - Dmitrij Utkin, militare, mercenario e imprenditore russo († 2023)
- 12 giugno - Héctor Adomaitis, ex calciatore argentino
- 12 giugno - Tore Brovold, tiratore a volo norvegese
- 12 giugno - Claudia Gray, scrittrice statunitense
- 12 giugno - Rick Hoffman, attore statunitense
- 12 giugno - Adrian Jackson, bassista britannico
- 12 giugno - Lee Mayberry, ex cestista statunitense
- 12 giugno - Gordon Michael Woolvett, attore, regista e sceneggiatore canadese
- 13 giugno - Vjačeslav Bucaev, ex hockeista su ghiaccio russo
- 13 giugno - Rivers Cuomo, cantante e chitarrista statunitense
- 13 giugno - Fabio Ferri, attore, ballerino e personaggio televisivo italiano
- 13 giugno - Riccardo Forconi, dirigente sportivo e ex ciclista su strada italiano
- 13 giugno - Julián Gil, modello e attore argentino
- 13 giugno - Mikael Ljungberg, lottatore svedese († 2004)
- 13 giugno - Francesco Antonio Pisicchio, calciatore italiano († 1994)
- 13 giugno - Alexander Pschill, attore, sceneggiatore e scrittore austriaco
- 13 giugno - Raimo Ylipulli, ex saltatore con gli sci finlandese
- 14 giugno - Chris Chaney, chitarrista e polistrumentista statunitense
- 14 giugno - Giovanni Esposito, attore, regista e comico italiano
- 14 giugno - Davide Grittani, giornalista e scrittore italiano
- 14 giugno - Tetsuya Harada, pilota motociclistico giapponese
- 14 giugno - Jeong Gyeong-ho, ex cestista sudcoreano
- 14 giugno - Aristides Josuel dos Santos, ex cestista brasiliano
- 14 giugno - Ray Luzier, batterista statunitense
- 14 giugno - İlqar Məmmədov, politico e attivista azero
- 14 giugno - Dario Palermo, compositore italiano
- 14 giugno - Max Papeschi, artista e scrittore italiano
- 14 giugno - Brad Will, giornalista statunitense († 2006)
- 15 giugno - Chung Chung-hoon, direttore della fotografia sudcoreano
- 15 giugno - Sabrina Donadel, conduttrice televisiva italiana
- 15 giugno - José Manuel Galdames, ex calciatore spagnolo
- 15 giugno - Blendi Gonxhja, politico albanese
- 15 giugno - Romuald Licinio, allenatore di sci alpino e ex sciatore alpino francese
- 15 giugno - Kevin Mullin, politico statunitense
- 15 giugno - Leah Remini, attrice statunitense
- 15 giugno - Thomas Rudolph, ex slittinista tedesco
- 15 giugno - Samir Sellimi, ex calciatore tunisino
- 15 giugno - Žan Tabak, ex cestista e allenatore di pallacanestro croato
- 15 giugno - Irene Taylor Brodsky, regista statunitense
- 16 giugno - Brendt Allman, chitarrista e compositore statunitense
- 16 giugno - Bartolomé Castagnola, giocatore di polo argentino
- 16 giugno - Mark Chung, ex calciatore statunitense
- 16 giugno - Clifton Collins Jr., attore statunitense
- 16 giugno - Scott Cooper, allenatore di calcio inglese
- 16 giugno - Domenico D'Alise, taekwondoka italiano († 2019)
- 16 giugno - Cobi Jones, dirigente sportivo, allenatore di calcio e ex calciatore statunitense
- 16 giugno - Fabio Maj, ex fondista italiano
- 16 giugno - Phil Mickelson, golfista statunitense
- 16 giugno - Jaime Oncins, allenatore di tennis e ex tennista brasiliano
- 16 giugno - Federico Pieri, ex cestista e allenatore di pallacanestro italiano
- 17 giugno - Kamel Daoud, scrittore e giornalista algerino
- 17 giugno - Tommy Ferrari, allenatore di pallavolo italiano
- 17 giugno - Will Forte, attore, doppiatore e sceneggiatore statunitense
- 17 giugno - Jason Hanson, ex giocatore di football americano statunitense
- 17 giugno - Popeye Jones, allenatore di pallacanestro e ex cestista statunitense
- 17 giugno - Debora Magnaghi, attrice, doppiatrice e direttrice del doppiaggio italiana
- 17 giugno - Marcelino Paz, ex atleta paralimpico spagnolo
- 17 giugno - Kim Ryholt, egittologo danese
- 17 giugno - Paolo Sesana, doppiatore italiano
- 17 giugno - Michael Showalter, comico, attore e sceneggiatore statunitense
- 17 giugno - The Spaceape, poeta britannico († 2014)
- 18 giugno - Adis Bećiragić, ex cestista e allenatore di pallacanestro bosniaco
- 18 giugno - Bradley Dean, attore statunitense
- 18 giugno - Adam Harrington, doppiatore statunitense
- 18 giugno - Ivan Kozák, ex calciatore slovacco
- 18 giugno - Ludovic Pollet, allenatore di calcio e ex calciatore francese
- 18 giugno - Ștefan Preda, ex calciatore rumeno
- 18 giugno - Greg Yaitanes, regista e produttore televisivo statunitense
- 18 giugno - Cristiano Zuliani, politico italiano
- 19 giugno - Alberto Angulo, ex cestista e allenatore di pallacanestro spagnolo
- 19 giugno - Bruno Coqueran, ex cestista francese
- 19 giugno - Giovanni De Giorgi, militare italiano († 1993)
- 19 giugno - Thierry Fondelot, ex calciatore francese
- 19 giugno - Rahul Gandhi, politico indiano
- 19 giugno - Chris Gray, ex giocatore di football americano statunitense
- 19 giugno - Kim In-ho, pentatleta sudcoreano
- 19 giugno - Jean-Marc Laine, fumettista e saggista francese
- 19 giugno - Pierre Lê Tấn Lợi, vescovo cattolico vietnamita
- 19 giugno - Lauren Ward, attrice e cantante statunitense
- 19 giugno - Quincy Watts, ex velocista statunitense
- 19 giugno - Brian Welch, cantante e polistrumentista statunitense
- 20 giugno - Lukha B. Kremo, scrittore italiano
- 20 giugno - La Pina, conduttrice radiofonica, conduttrice televisiva e rapper italiana
- 20 giugno - Jason Robert Brown, compositore e paroliere statunitense
- 20 giugno - Enrique Ferraro, ex calciatore uruguaiano
- 20 giugno - Ahmet Kandemir, allenatore di pallacanestro turco
- 20 giugno - Pandora, cantante svedese
- 20 giugno - Rachid del Marocco, principe marocchino
- 20 giugno - Andrea Nahles, politica tedesca
- 20 giugno - Callisto Pasuwa, allenatore di calcio e ex calciatore zimbabwese
- 20 giugno - Michelle Reis, attrice e modella portoghese
- 20 giugno - Irena Todorova, ex cestista bulgara
- 21 giugno - Brian Davis, ex cestista statunitense
- 21 giugno - Hans Peter Doskozil, politico austriaco
- 21 giugno - Mickie Krause, cantante tedesco
- 21 giugno - Hadja Lahbib, politica e giornalista belga
- 21 giugno - Marek Poštulka, ex calciatore ceco
- 21 giugno - Mohamed Rahem, ex calciatore algerino
- 21 giugno - Pete Rock, disc jockey, produttore discografico e rapper statunitense
- 21 giugno - Olen Steinhauer, scrittore e sceneggiatore statunitense
- 22 giugno - Paul Campbell, attore canadese
- 22 giugno - Rastko Cvetković, ex cestista jugoslavo
- 22 giugno - Michel Elefteriades, politico, artista e produttore discografico libanese
- 22 giugno - Tracy Melchior, attrice statunitense
- 22 giugno - Michael Trucco, attore statunitense
- 22 giugno - Richard Yearwood, doppiatore e direttore del doppiaggio canadese
- 23 giugno - Ana Paula Monteiro, ex cestista brasiliana
- 23 giugno - Silvia Cecchetti, cantante italiana
- 23 giugno - Acie Earl, ex cestista e allenatore di pallacanestro statunitense
- 23 giugno - Zen Gesner, attore statunitense
- 23 giugno - Rich Manning, ex cestista statunitense
- 23 giugno - Mark'Oh, disc jockey, musicista e produttore discografico tedesco
- 23 giugno - Ionel Pârvu, ex calciatore rumeno
- 23 giugno - Marco Spagnoli, critico cinematografico, giornalista e regista italiano
- 23 giugno - Britt Synnøve Johansen, cantante norvegese
- 23 giugno - Yann Tiersen, compositore francese
- 23 giugno - Ronny Wabia, ex calciatore indonesiano
- 24 giugno - Tomáš Anzari, ex tennista ceco
- 24 giugno - Stefano Frizziero, ex giocatore di calcio a 5 italiano
- 24 giugno - Carlos Lanauze, ex cestista portoricano
- 24 giugno - David May, ex calciatore inglese
- 24 giugno - Glenn Medeiros, cantautore statunitense
- 24 giugno - Limor Mizrachi, ex cestista israeliana
- 24 giugno - Salvo Palazzolo, giornalista e scrittore italiano
- 24 giugno - Iryna Pivovarova, ex cestista ucraina
- 24 giugno - Daniel Sánchez Arévalo, regista e scrittore spagnolo
- 25 giugno - Paula Almerares, soprano argentino
- 25 giugno - Patrizia Bisinella, politica italiana
- 25 giugno - Aleksandr Boričevskij, ex discobolo russo
- 25 giugno - Ricardo Bravo, ex calciatore peruviano
- 25 giugno - Dino Grossi, allenatore di hockey su ghiaccio e ex hockeista su ghiaccio canadese
- 25 giugno - Philip Haagdoren, allenatore di calcio e ex calciatore belga
- 25 giugno - Irene Halvorsen, giornalista e ex sciatrice alpina norvegese
- 25 giugno - Roope Latvala, chitarrista finlandese
- 25 giugno - Maria Ligorio, ex atleta paralimpica italiana
- 25 giugno - Erki Nool, ex multiplista e politico estone
- 25 giugno - Émile Ntamack, ex rugbista a 15 e allenatore di rugby a 15 francese
- 25 giugno - Maurizio Pozzi, ex fondista italiano
- 25 giugno - Jordi Singla, ex cestista spagnolo
- 25 giugno - Joe Woods, allenatore di football americano statunitense
- 26 giugno - Paul Thomas Anderson, regista, sceneggiatore e produttore cinematografico statunitense
- 26 giugno - Bill Behrens, ex tennista statunitense
- 26 giugno - Paul Bitok, ex mezzofondista keniota
- 26 giugno - Gerardo Chendo, attore argentino
- 26 giugno - Sean Connelly, fisioterapista e ex calciatore inglese
- 26 giugno - Damiana Deiana, ex calciatrice italiana
- 26 giugno - Hülya Duyar, attrice, sceneggiatrice e produttrice cinematografica turco
- 26 giugno - Paolo Ferrara, ex pugile italiano
- 26 giugno - Irv Gotti, produttore discografico statunitense († 2025)
- 26 giugno - Sean Hayes, attore statunitense
- 26 giugno - Ablade Kumah, ex calciatore ghanese
- 26 giugno - Matt Letscher, attore statunitense
- 26 giugno - Maryna Lobač, ex ginnasta sovietica
- 26 giugno - Murcof, musicista, compositore e produttore discografico messicano
- 26 giugno - Paweł Nastula, ex judoka polacco
- 26 giugno - Adam Ndlovu, calciatore zimbabwese († 2012)
- 26 giugno - Chris O'Donnell, attore e produttore cinematografico statunitense
- 26 giugno - Nick Offerman, attore e scrittore statunitense
- 26 giugno - Mark Pinger, ex nuotatore tedesco
- 26 giugno - Rochy Putiray, ex calciatore indonesiano
- 26 giugno - Olivier Schmitthaeusler, vescovo cattolico e missionario francese
- 26 giugno - Darren Thorburn, ex sciatore alpino canadese
- 27 giugno - Alex Blackwell, ex cestista statunitense
- 27 giugno - Gianluca Castaldi, politico italiano
- 27 giugno - Alberto Castaldini, teologo, storico e antropologo italiano
- 27 giugno - Régine Cavagnoud, sciatrice alpina francese († 2001)
- 27 giugno - John Eales, ex rugbista a 15 e imprenditore australiano
- 27 giugno - Justin Herwick, attore statunitense
- 27 giugno - Michael Huger, allenatore di pallacanestro e ex cestista statunitense
- 27 giugno - Hironari Iwamoto, ex calciatore giapponese
- 27 giugno - Lars Jönsson, ex tennista svedese
- 27 giugno - Petra Langrová, ex tennista cecoslovacca
- 27 giugno - Savva Lika, ex giavellottista greca
- 27 giugno - Sōtīrīs Manōlopoulos, allenatore di pallacanestro e ex cestista greco
- 27 giugno - Tiziano Manca, compositore italiano
- 27 giugno - Cecily von Ziegesar, scrittrice statunitense
- 28 giugno - Ace Atkins, scrittore e giornalista statunitense
- 28 giugno - Steve Burton, attore e doppiatore statunitense
- 28 giugno - Pål Håpnes, ex calciatore norvegese
- 28 giugno - Rúni Justinussen, ex calciatore faroese
- 28 giugno - Mike White, attore, sceneggiatore e regista statunitense
- 29 giugno - Pierpaolo Frau, militare italiano
- 29 giugno - Mirco Gubellini, ex calciatore italiano
- 29 giugno - Per Andreas Haftorsen, ex calciatore norvegese
- 29 giugno - Angelika Mlinar, politica austriaca
- 29 giugno - Edda Mutter, ex sciatrice alpina tedesca
- 29 giugno - Melanie Paschke, ex velocista tedesca
- 29 giugno - Leonard Renfro, ex giocatore di football americano statunitense
- 29 giugno - Zoe Cassavetes, attrice, regista e sceneggiatrice statunitense
- 29 giugno - Emily Skinner, attrice e cantante statunitense
- 29 giugno - Tony Smith, ex giocatore di football americano statunitense
- 29 giugno - Mike Vallely, skater statunitense
- 29 giugno - Marcus Wareing, cuoco e personaggio televisivo britannico
- 29 giugno - Areg Ēlibekyan, pittore e artista armeno
- 30 giugno - Pablo Arias Echeverría, politico spagnolo
- 30 giugno - Brian Bloom, attore e doppiatore statunitense
- 30 giugno - Antonio Chimenti, allenatore di calcio e ex calciatore italiano
- 30 giugno - Chris Conrad, attore statunitense
- 30 giugno - Stephen Geoghegan, ex calciatore irlandese
- 30 giugno - Derek Haas, sceneggiatore, produttore cinematografico e produttore televisivo statunitense
- 30 giugno - Kent Johanssen, ex saltatore con gli sci norvegese
- 30 giugno - Tobie Mimboe, ex calciatore camerunese
- 30 giugno - Paolo Moretti, allenatore di pallacanestro e ex cestista italiano
- 30 giugno - Emmanuel Mouret, attore, sceneggiatore e regista francese
- 30 giugno - Sergej Panov, ex cestista russo
- 30 giugno - Sabrina Paravicini, attrice e scrittrice italiana
- 30 giugno - Leonardo Sbaraglia, attore argentino
- 30 giugno - Alberto Vettorelli, ex cestista italiano
- 30 giugno - Sonia Vigati, ex velocista italiana